# Serge Moureaux
Serge Moureaux (Etterbeek, 1 januari 1934 – Haltinne, 25 april 2019) was een Belgisch Franstalig en Brussels politicus voor achtereenvolgens de PLP, de PLDP/PL, het FDF en de PS.

## Levensloop
Serge Moureaux promoveerde tot doctor in de rechten en werd in 1956 werkzaam als advocaat. Hij was tevens kandidaat-notaris. 
Hij kwam uit een politiek zeer actieve familie. Zijn vader Charles Moureaux was senator en minister voor de Liberale Partij en de PLP, zijn broer Philippe Moureaux was voor de socialistische PS vicepremier en burgemeester van Sint-Jans-Molenbeek en diens dochter Catherine Moureaux werd na de gemeenteraadsverkiezingen van oktober 2018 burgemeester van Sint-Jans-Molenbeek.
Net als zijn vader engageerde Moureaux zich aanvankelijk voor de PLP, waar hij tot de progressieve liberalen behoorde. Voor deze partij werd Serge Moureaux in 1970 verkozen tot gemeenteraadslid van Etterbeek, wat hij bleef tot in 1982. In 1971 was hij er tevens schepen. In 1970 verklaarde de Brusselse federatie van de PLP zich autonoom van de nationale partijleiding, uit onvrede met het feit dat de Vlaamse liberalen het wetsontwerp om de Brusselse agglomeratie te beperken tot 19 gemeenten mee hadden goedgekeurd, terwijl de Brusselse liberalen net als het toen zeer invloedrijke Front Démocratique des Francophones gewonnen waren voor een opname van de Brusselse randgemeenten in de agglomeratie. Een jaar nadien was hij een van de grondleggers van het Rassemblement Bruxellois, een verbond van de PLP met het FDF met het oog op de verkiezing van de Brusselse Agglomeratieraad. Het Rassemblement Bruxellois haalde bij die verkiezingen de absolute meerderheid, waarna Moureaux werd aangesteld tot schepen van de Brusselse Agglomeratie, bevoegd voor Ruimtelijke Ordening en Stedenbouw. Hij bleef die functie behouden tot in 1989, toen het Brussels Hoofdstedelijk Gewest werd opgericht. 
In 1973 trad Moureaux toe tot de PLDP, de partij die de Brusselse liberalen hadden opgericht uit onvrede met het feit dat de Vlaamse en Waalse liberalen het regeerakkoord van de regering-Leburton hadden goedgekeurd, dat de beperking van de Brusselse agglomeratie tot 19 gemeenten niet wilde herzien. Deze partij werd in 1974 herdoopt tot Parti Libéral Bruxellois (PL) en het jaar nadien verzoende de PL zich met de PLP de l'arrondissement de Bruxelles, een groep gematigde liberalen die zich in september 1971 hadden afgescheurd van de Brusselse liberale federatie omdat ze het niet eens waren met de toenaderingspolitiek tot het FDF. In de maanden nadien zette Moureaux zich in voor een hereniging met de Waalse liberalen, om de invloed van de Brusselse liberalen te vergroten. De partijleiding wilde daar echter niets van horen, waarna Moureaux samen met Paul Delforge en Jean-Pierre Poupko een dissidente federatie oprichtten in de hoop de druk op de partijleiding om met de Waalse liberalen te praten op te voeren. De drie kregen evenwel weinig steun en werden uit de PL gezet. Vervolgens stichtte Moureaux de Union Etterbeekois, dat bij de gemeenteraadsverkiezingen van 1976 een kartel vormde met de PL. Op communautair vlak ging hij echter steeds meer aanleunen bij het FDF en in maart 1977 sloot hij zich dan ook aan bij die partij. Ook binnen het FDF behoorde Moureaux tot de progressieve strekking.
Het was de bedoeling dat hij in 1974 gecoöpteerd senator zou worden met de stemmen van FDF, RW en PLDP, maar hij raakte niet verkozen.
Van 1977 tot 1995 was Moureaux lid van de Belgische Senaat, van 1977 tot 1981 als provinciaal senator voor Brabant, van 1981 tot 1987 als gecoöpteerd senator en van 1987 tot 1995 als rechtstreeks gekozen senator voor het arrondissement Brussel. Daarnaast was hij van 1983 tot 1988 gemeenteraadslid van Evere en van 1989 tot 1994 gemeenteraadslid van Sint-Pieters-Woluwe.
In de jaren 1980 verloor FDF door interne verdeeldheid sterk aan invloed en belandde ze in een politiek isolement. Nadat de partij bij de Europese verkiezingen van juni 1984 opnieuw een nederlaag leed, lanceerde Serge Moureaux in augustus 1984 het idee om in het nog op te richten Brussels Hoofdstedelijk Gewest de Vlaamse en Franstalige Brusselaars zoveel mogelijk zaken autonoom te laten beheren en de gemeenschappelijke materies te laten behartigen door een Vlaamse en Franstalige gewestraad die elk hun fiat moesten geven als hen een voorstel werd voorgelegd. Door de dialoog met de Vlamingen aan te gaan, hoopte Moureaux het FDF een nieuw elan te geven. Zijn voorstellen konden echter niet op de steun rekenen van de partijtop. Later dat jaar stelde hij zich met een soortgelijk programma kandidaat bij de voorzittersverkiezingen van het FDF. Hij behaalde 26 procent van de stemmen, maar werd niet verkozen.
In februari 1985 lanceerden PS-kopstukken als partijvoorzitter Guy Spitaels en Serge Moureaux' broer Philippe Moureaux, in die tijd minister-president van de Franse Gemeenschapsexecutieve, een oproep om alle progressieve krachten te verenigen ter verdediging van de Brusselse belangen. Hierbij werd nadrukkelijk naar het FDF gelonkt. Serge Moureaux, oud-FDF-voorzitter Léon Defosset en 27 anderen besloten in te gaan op die oproep, maar kregen geen steun van de partijtop, die de oproep van PS als een vijandig overnamebod beschouwde. Hierdoor verlieten Defosset, Moureaux en de anderen in maart 1985 het FDF en groepeerden ze zich in het Rassemblement Démocratique Bruxellois, dat uiteindelijk opging in de PS.
Na de oprichting van het Brussels Hoofdstedelijk Gewest zetelde Moureaux van 1989 tot 1995 lid van het Brussels Hoofdstedelijk Parlement. Hij was van 1989 tot 1995 tevens voorzitter van de Raad van de Franse Gemeenschapscommissie en van 1990 tot 1995 was hij in het Brussels Hoofdstedelijk Parlement fractievoorzitter voor de PS in het Brussels Hoofdstedelijk Parlement. Hij beëindigde zijn politieke loopbaan als lid van de Kamer van volksvertegenwoordigers voor het arrondissement Brussel, een functie die hij uitoefende van 1995 tot 1999.
Moureaux werd na zijn politieke carrière onderscheiden als Officier in de Orde van Leopold II.
Hij werd tevens benoemd tot vicevoorzitter van de raad van bestuur en gedelegeerd bestuurder van de Brusselse Gewestelijke Huisvestingsmaatschappij en in 2005 tot voorzitter van het Maison de la Francité, de Franstalige tegenpool van het Huis van het Nederlands, te Brussel.

## Manifest voor de Franstalige eenheid
Begin maart 2007 schreef Moureaux met gewezen Europarlementariër Antoinette Spaak van de MR mee aan een "Manifest voor de Franstalige eenheid" als reactie op het (Derde) Lentemanifest van 2007. Vier hoogleraren van de UCL voltooiden het stuk in maart 2007. De teneur van het manifest was dat de Franstaligen zich moeten verenigen tegen te verregaande Vlaamse eisen inzake een staatshervorming en tegen de vermeende trek van de Vlaamse ondernemers verenigd in de VEV en in In de Warande naar het Vlaams Belang, dat door hen vergeleken werd met de steun van Duitse grootindustriëlen aan de NSDAP in de jaren 1930. Voorafgaand werd een analyse gemaakt van de huidige stand van zaken waarbij het "confederalisme" resulterend in de tweetaligheid in het Brussels Hoofdstedelijk Gewest Vlaanderen "onterecht" vele banen in het Brusselse oplevert en ook andere ongelijkheden tussen de Gemeenschappen volledig in Vlaams voordeel wist uit te buiten. Ook zou het zeer slecht gaan met de Vlaamse economie.